# Fulbština
Jazyk fula je západoafrický jazyk používaný Fulby od Senegambie a Guineje po Kamerun a Súdán. Kromě této oblasti je mateřským jazykem Tukulorů v údolí řeky Senegal a druhým jazykem dalších etnických skupin.
V západních nářečích sám sebe nazývá pulaar nebo pular, ve východních nářečích pak fulfulde.
Ačkoliv je považován za jeden jazyk, existuje mnoho různých nářečí. Například Ethnologue tak rozeznává deset jeho variant jako samostatné jazyky. Přesto je porozumění napříč jeho variantami možné a stále jde v základu o jeden jazyk.
Pro jeho zápis je používána především přizpůsobená latinka, v některých oblastech, například v Guineji, pak v omezeném měřítku arabské písmo. V osmdesátých letech došlo k vytvoření Adlamského písma které se také začalo používat.

## Příklady

### Číslovky
| Fulbsky | Česky |
| go’o    | jeden |
| ɗiɗi    | dva   |
| tati    | tři   |
| nayi    | čtyři |
| joyi    | pět   |
| jeegom  | šest  |
| jeeɗiɗi | sedm  |
| jeetati | osm   |
| jeenayi | devět |
| sappo   | deset |

## Vzorový text
Otče náš (modlitba Páně):
Baaba gon oɗo asama,
Yo ine maa sene

### Všeobecná deklarace lidských práv
| fulbsky | Innama aadeeji fof poti, ndimɗidi e jibinannde to bannge hakkeeji. Eɓe ngoodi miijo e hakkilantaagal ete eɓe poti huufo ndirde e nder ɓ iynguyummaagu. |
| česky   | Všichni lidé se rodí svobodní a sobě rovní co do důstojnosti a práv. Jsou nadáni rozumem a svědomím a mají spolu jednat v duchu bratrství.             |